# Pseudonautia latebrosa
Pseudonautia latebrosa är en insektsart som beskrevs av Marius Descamps 1983. Pseudonautia latebrosa ingår i släktet Pseudonautia och familjen Romaleidae. Inga underarter finns listade i Catalogue of Life.